# Fußball-Ozeanienmeisterschaft 2000
Die Fußball-Ozeanienmeisterschaft 2000 (engl.: OFC Nations Cup) war die fünfte Ausspielung der ozeanischen Kontinentalmeisterschaft im Fußball und fand vom 19. bis 28. Juni 2000 in Tahiti statt. Alle Spiele wurden im Stade Pater Te Hono Nui in Papeete ausgetragen. Am Turnier nahmen mit Australien, den Cookinseln, Neuseeland, Tahiti, den Salomonen und Vanuatu wiederum nur sechs Mannschaften teil. Allerdings gab es auch wieder zwei Qualifikationsturniere, den Melanesien-Cup 2000 und den Polynesien-Cup 2000. Australien und Neuseeland waren für den Hauptwettbewerb gesetzt. Gespielt wurde in zwei Gruppen a drei Teams. Die beiden Gruppenbesten qualifizierten sich für das Halbfinale.
Australien wurde zum dritten Mal Ozeanienmeister und war damit für den FIFA-Konföderationen-Pokal 2001 in Japan und Südkorea qualifiziert.

## Qualifikation
Vanuatu und die Salomonen als Vertreter Melanesiens qualifizierten sich über den Melanesien-Cup 2000 im April in Suva auf Fidschi sowie Tahiti und die Cookinseln als Vertreter Polynesiens über den Polynesien-Cup 2000 im Juni in Papeete auf Tahiti.

## Hauptwettbewerb

### Gruppenphase

#### Gruppe A
| Pl. | Land       | Sp. | S | U | N | Tore    | Diff. | Punkte |
| --- | ---------- | --- | - | - | - | ------- | ----- | ------ |
| 1.  | Australien | 2   | 2 | 0 | 0 | 023:000 | +23   | 06     |
| 2.  | Salomonen  | 2   | 1 | 0 | 1 | 005:700 | −2    | 03     |
| 3.  | Cookinseln | 2   | 0 | 0 | 2 | 001:220 | −21   | 0      |

|            |   |            |            |
| 19. Juni   |   |            |            |
| Australien | – | Cookinseln | 17:0 (7:0) |
| 21. Juni   |   |            |            |
| Salomonen  | – | Cookinseln | 5:1 (1:0)  |
| 23. Juni   |   |            |            |
| Australien | – | Salomonen  | 6:0 (6:0)  |

#### Gruppe B
| Pl. | Land       | Sp. | S | U | N | Tore    | Diff. | Punkte |
| --- | ---------- | --- | - | - | - | ------- | ----- | ------ |
| 1.  | Neuseeland | 2   | 2 | 0 | 0 | 005:100 | +4    | 06     |
| 2.  | Vanuatu    | 2   | 1 | 0 | 1 | 004:500 | −1    | 03     |
| 3.  | Tahiti     | 2   | 0 | 0 | 2 | 002:500 | −3    | 0      |

|            |   |            |           |
| 19. Juni   |   |            |           |
| Tahiti     | – | Neuseeland | 0:2 (0:1) |
| 21. Juni   |   |            |           |
| Neuseeland | – | Vanuatu    | 3:1 (0:1) |
| 23. Juni   |   |            |           |
| Tahiti     | – | Vanuatu    | 2:3 (1:0) |

### Halbfinale
|            |   |           |           |
| 25. Juni   |   |           |           |
| Australien | – | Vanuatu   | 1:0 (1:0) |
| 25. Juni   |   |           |           |
| Neuseeland | – | Salomonen | 2:0 (0:0) |

### Spiel um Platz 3
|           |   |         |           |
| 28. Juni  |   |         |           |
| Salomonen | – | Vanuatu | 2:1 (0:1) |

### Finale
| Australien                                                   | Australien | Neuseeland | Neuseeland |
| ------------------------------------------------------------ | --- | --- | ---------- |
| Australien                                                   | \| Mittwoch, 28. Juni 2000 in Papeete (Stade Pater Te Hono Nui) \| \| Ergebnis: 2:0 (1:0) \| \| Zuschauer: 300 \| \| Schiedsrichter: Harry Attison ( Vanuatu) \|                                                              | \| Mittwoch, 28. Juni 2000 in Papeete (Stade Pater Te Hono Nui) \| \| Ergebnis: 2:0 (1:0) \| \| Zuschauer: 300 \| \| Schiedsrichter: Harry Attison ( Vanuatu) \|                                                                          | Neuseeland |
| Australien                                                   | Zeljko Kalac – Kevin Muscat, Danny Tiatto, Tony Popovic, Shaun Murphy, Stan Lazaridis, Craig Foster (80. Clayton Zane), Brett Emerton, Paul Okon, Paul Agostino, David Zdrilic (80. Aurelio Vidmar) Cheftrainer: Frank Farina | Jason Batty – Scott Smith, Jonathan Perry, Sean Douglas, Che Bunce, Chris Bouckenooghe, Mark Atkinson (77. Paul Urlovic), Gavin Wilkinson (70. Raffaele De Gregorio), Chris Jackson, Simon Elliott, Chris Killen Cheftrainer: Ken Dugdale | Neuseeland |
| Australien                                                   | 1:0 Shaun Murphy (40.) 2:0 Craig Foster (66.) | | Neuseeland |
| Mittwoch, 28. Juni 2000 in Papeete (Stade Pater Te Hono Nui) | | |            |
| Ergebnis: 2:0 (1:0)                                          | | |            |
| Zuschauer: 300                                               | | |            |
| Schiedsrichter: Harry Attison ( Vanuatu)                     | | |            |

## Beste Torschützen
| Rang | Spieler         | Tore |
| ---- | --------------- | ---- |
| 1    | Craig Foster    | 5    |
|      | Clayton Zane    | 5    |
| 3    | Kevin Muscat    | 4    |
| 4    | Paul Agostino   | 2    |
|      | David Zdrilic   | 2    |
|      | Simon Elliott   | 2    |
|      | Chris Killen    | 2    |
|      | Commins Menapi  | 2    |
|      | Gideon Omokirio | 2    |
|      | Richard Iwai    | 2    |

Weitere 19 Spieler mit je einem Tor und 1 Eigentor.